# Ébersviller
Ébersviller (Duits:Ebersweiler) is een gemeente in het Franse departement Moselle (regio Grand Est) en telt 769 inwoners (2005). De plaats maakt deel uit van het arrondissement Forbach-Boulay-Moselle.

## Geografie
De oppervlakte van Ébersviller bedraagt 14,0 km², de bevolkingsdichtheid is 54,9 inwoners per km².
De onderstaande kaart toont de ligging van Ébersviller met de belangrijkste infrastructuur en aangrenzende gemeenten.

## Demografie
Onderstaande figuur toont het verloop van het inwonertal (bron: INSEE-tellingen).